# Élections sénatoriales de 2014 dans le Gard
Les élections sénatoriales de 2014 dans le Gard ont lieu le dimanche 28 septembre 2014. Elles ont pour but d'élire les trois sénateurs représentant le département au Sénat pour un mandat de six années.

## Sénateurs sortants
| Sénateur | Sénateur                   | Parti | Fonctions lors de l'élection en 2008    |
| -------- | -------------------------- | ----- | --------------------------------------- |
|          | Simon Sutour               | PS    | Sénateur sortant                        |
|          | Françoise Laurent-Perrigot | PS    | Conseillère générale, maire d'Aigremont |
|          | Jean-Paul Fournier         | UMP   | Conseiller général, maire de Nîmes      |

## Présentation des candidats
Les nouveaux représentants sont élus pour une législature de 6 ans au suffrage universel indirect par les grands électeurs du département. Dans le Gard, les trois sénateurs sont élus au scrutin proportionnel plurinominal. Chaque liste de candidats est obligatoirement paritaire et alterne entre les hommes et les femmes. 8 listes ont été déposées dans le département, comportant chacune 5 noms. Elles sont présentées ici dans l'ordre de leur dépôt à la préfecture et comportent l'intitulé figurant aux dossiers de candidature.

### Parti socialiste
| N° | Candidats | Candidats                  | Parti | Principales fonctions                    |
| -- | --------- | -------------------------- | ----- | ---------------------------------------- |
| 01 |           | Simon Sutour               | PS    | Sénateur sortant                         |
| 02 |           | Françoise Laurent-Perrigot | PS    | Sénatrice sortante, conseillère générale |
| 03 |           | René Balana                | PS    | Maire de Vergèze                         |
| 04 |           | Carole Bergeri             | PS    |                                          |
| 05 |           | Alexandre Pissas           | PS    | Conseiller général, maire de Tresques    |

### Divers gauche
| N° | Candidats | Candidats                | Parti | Principales fonctions  |
| -- | --------- | ------------------------ | ----- | ---------------------- |
| 01 |           | Jean-Louis Delecourt     | DVG   |                        |
| 02 |           | Pilar Escudero-Meunier   | DVG   |                        |
| 03 |           | Éric Rokita              | DVG   | Maire de Saint-Nazaire |
| 04 |           | Monique Benejam-Valentin | DVG   |                        |
| 05 |           | Christophe Gache         | DVG   |                        |

### Regard citoyen
| N° | Candidats | Candidats                     | Parti | Principales fonctions    |
| -- | --------- | ----------------------------- | ----- | ------------------------ |
| 01 |           | Aleth Robin                   | DVD   | Ancien maire de Belvézet |
| 02 |           | Philippe Boudin               | DVD   |                          |
| 03 |           | Axelle Guilmault              | DVD   |                          |
| 04 |           | Jean-Charles Lavigne Delville | DVD   |                          |
| 05 |           | Patricia Seror                |       |                          |

### Union de la droite et du centre
| N° | Candidats | Candidats          | Parti | Principales fonctions                        |
| -- | --------- | ------------------ | ----- | -------------------------------------------- |
| 01 |           | Jean-Paul Fournier | UMP   | Sénateur sortant, maire de Nîmes             |
| 02 |           | Vivette Lopez      | UMP   | Maire de Mus                                 |
| 03 |           | Max Roustan        | UMP   | Président d'Alès Agglomération, maire d'Alès |
| 04 |           | Pascale Bories     | UMP   | Adjointe au maire de Villeneuve-lès-Avignon  |
| 05 |           | Stéphane Cardènes  | MoDem | Maire de Lirac                               |

### Front de gauche
| N° | Candidats | Candidats       | Parti | Principales fonctions               |
| -- | --------- | --------------- | ----- | ----------------------------------- |
| 01 |           | Bernard Clément | PCF   | Maire de Domessargues               |
| 02 |           | Sylvette Fayet  | PCF   |                                     |
| 03 |           | Luc Rousselot   | PCF   | Adjoint au maire de Roquemaure      |
| 04 |           | Sonia Aubry     | PCF   | Maire de Cannes-et-Clairan          |
| 05 |           | Claude Cerpedes | PCF   | Maire de Saint-Martin-de-Valgalgues |

### Debout la République
| N° | Candidats | Candidats          | Parti | Principales fonctions |
| -- | --------- | ------------------ | ----- | --------------------- |
| 01 |           | Jacques Armando    | DLR   |                       |
| 02 |           | Geneviève Bourrely | DLR   |                       |
| 03 |           | Jacques Cimetiere  | DLR   |                       |
| 04 |           | Hélène Gueroult    | DLR   |                       |
| 05 |           | André Baniol       | DLR   |                       |

### Front national
| N° | Candidats | Candidats          | Parti | Principales fonctions                          |
| -- | --------- | ------------------ | ----- | ---------------------------------------------- |
| 01 |           | Julien Sanchez     | FN    | Conseiller régional, maire de Beaucaire        |
| 02 |           | Sandrine Péridier  | FN    | Maire de Saint-Bonnet-du-Gard                  |
| 03 |           | Yoann Gillet       | FN    | Conseiller municipal de Nîmes                  |
| 04 |           | Christiane Gondard | FN    | Conseillère municipale de Pont-Saint-Esprit    |
| 05 |           | François Bonnieux  | FN    | Conseiller municipal de Villeneuve-lès-Avignon |

### Europe Écologie Les Verts
| N° | Candidats | Candidats            | Parti | Principales fonctions             |
| -- | --------- | -------------------- | ----- | --------------------------------- |
| 01 |           | Franck Medina        | EELV  |                                   |
| 02 |           | Sabine Revel         | EELV  | Conseillère municipale de Collias |
| 03 |           | Jean-Pierre Brudieux | EELV  |                                   |
| 04 |           | Ghislaine Longhi     | EELV  |                                   |
| 05 |           | Martial Jourdan      | EELV  | Conseiller municipal d'Uzès       |

## Résultats
| Tête de liste | Tête de liste        | Liste       | Voix  | %      | Sièges |  |
| ------------- | -------------------- | ----------- | ----- | ------ | ------ |  |
|               | Jean-Paul Fournier   | UMP-MoDem   | 724   | 39,96  | 2      |  |
|               | Simon Sutour         | PS          | 677   | 37,36  | 1      |  |
|               | Julien Sanchez       | FN          | 179   | 9,88   |        |  |
|               | Bernard Clément      | PCF         | 148   | 8,17   |        |  |
|               | Franck Medina        | EELV        | 36    | 1,99   |        |  |
|               | Jacques Armando      | DLR         | 20    | 1,10   |        |  |
|               | Aleth Robin          |             | 15    | 0,83   |        |  |
|               | Jean-Louis Delecourt | DVG         | 13    | 0,72   |        |  |
|               |                      |             |       |        |        |  |
| Inscrits      | Inscrits             | Inscrits    | 1 860 | 100,00 |        |  |
| Abstentions   | Abstentions          | Abstentions | 14    | 0,75   |        |  |
| Votants       | Votants              | Votants     | 1 846 | 99,25  |        |  |
| Blancs        | Blancs               | Blancs      | 16    | 0,87   |        |  |
| Nuls          | Nuls                 | Nuls        | 18    | 0,98   |        |  |
| Exprimés      | Exprimés             | Exprimés    | 1 812 | 98,16  |        |  |